# ジョン・スチュワート・ハッパー
ジョン・スチュワート・ハッパー（John Stewart Happer、1863年4月9日 - 1936年12月19日）とはアメリカの浮世絵研究家。

## 略歴
1863年に清国の広東に生まれる。1879年、『改正増補東京区分新図』を編著する。1891年にスタンダード石油支配人として来日した。その後、1909年に再び来日し神戸に移住する。1917年に執行弘道、落合直成らとともに浮世絵観賞会を結成する。翌1918年には渡辺庄三郎らの江戸絵鑑賞会にも参加した。生涯、歌川広重の研究家として知られた。1936年、東京で死去。享年73。墓所は広重と同じ東岳寺。